# Cantonigrós

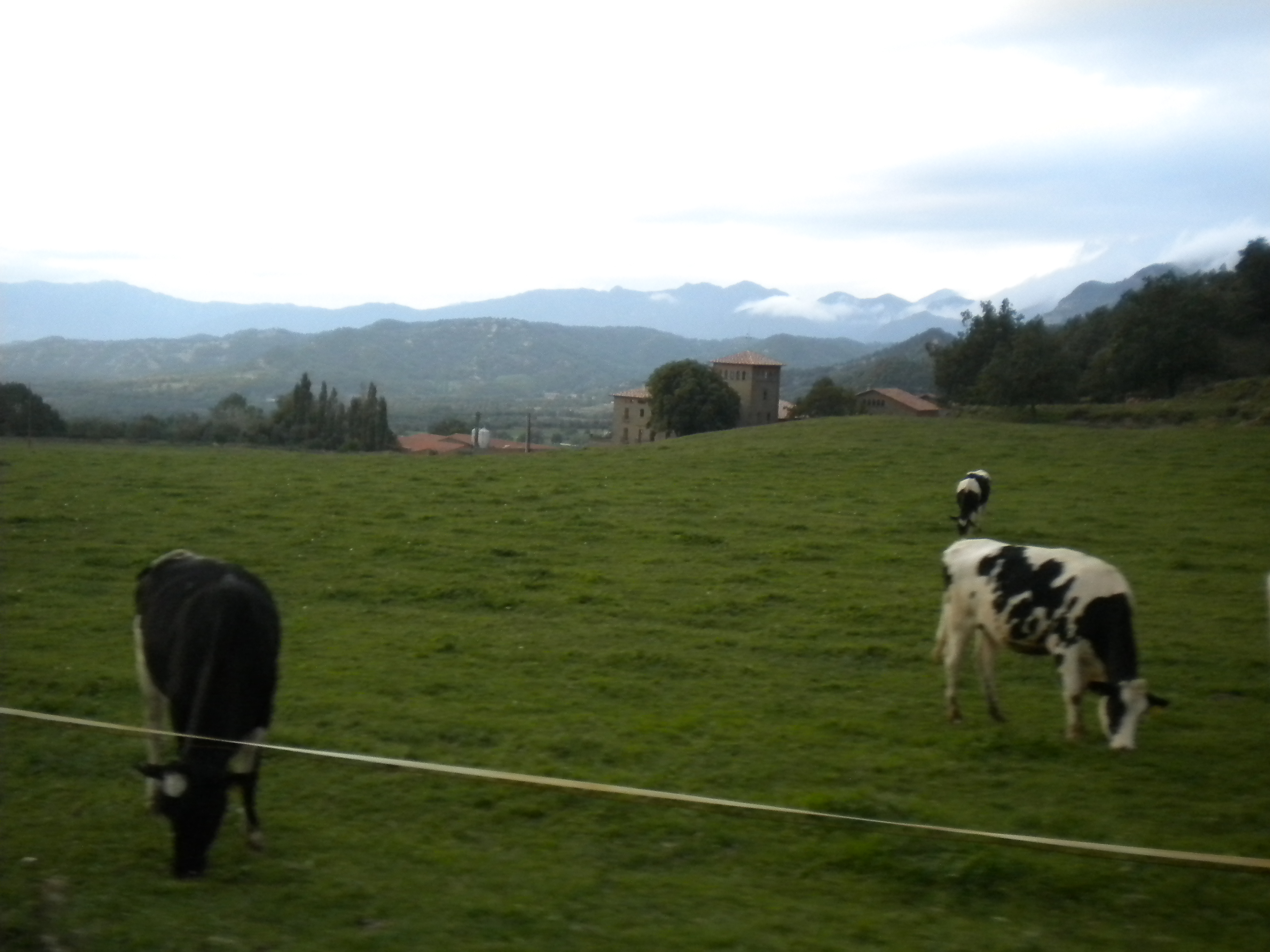
Vacas pastando

Cantonigrós[cita requerida] (también conocido como Cantoni) es una localidad que forma parte del municipio de Santa María de Corcó, en la comarca de Osona, provincia de Barcelona, España. Está situada junto a la carretera C-153 de Vic a Olot, al este de la población de L'Esquirol. Está formado mayoritariamente por viviendas de segunda residencia.
Su población a 1 de enero de 2019 era de 339 habitantes (168 hombres y 171 mujeres).

## Historia
El origen de la población está en un hostal situado junto al camino real de Vic a Olot (actualmente carretera comarcal C-153) y documentado desde mediados del siglo XVI. El topónimo procede del apodo del propietario, Antoni Prat, en Toni Gros ('grande' o 'gordo' en catalán).
Entre 1944 y 1968 se celebraron en el pueblo unas fiestas literarias en catalán organizadas por Joan Triadú. Desde el 1983 hasta 2011 se celebraba el Festival Internacional de Música de Cantonigrós. Actualmente el Festival se celebra en Vic.

## Lugares de interés
- Iglesia de San Roque
- La Foradada
- Vall de la Rotllada
- Santuario de Cabrera
- Les Planes
- Restaurante Ca l'Ignasi
- Parque de Aventura Anigami